# Biopiraterij

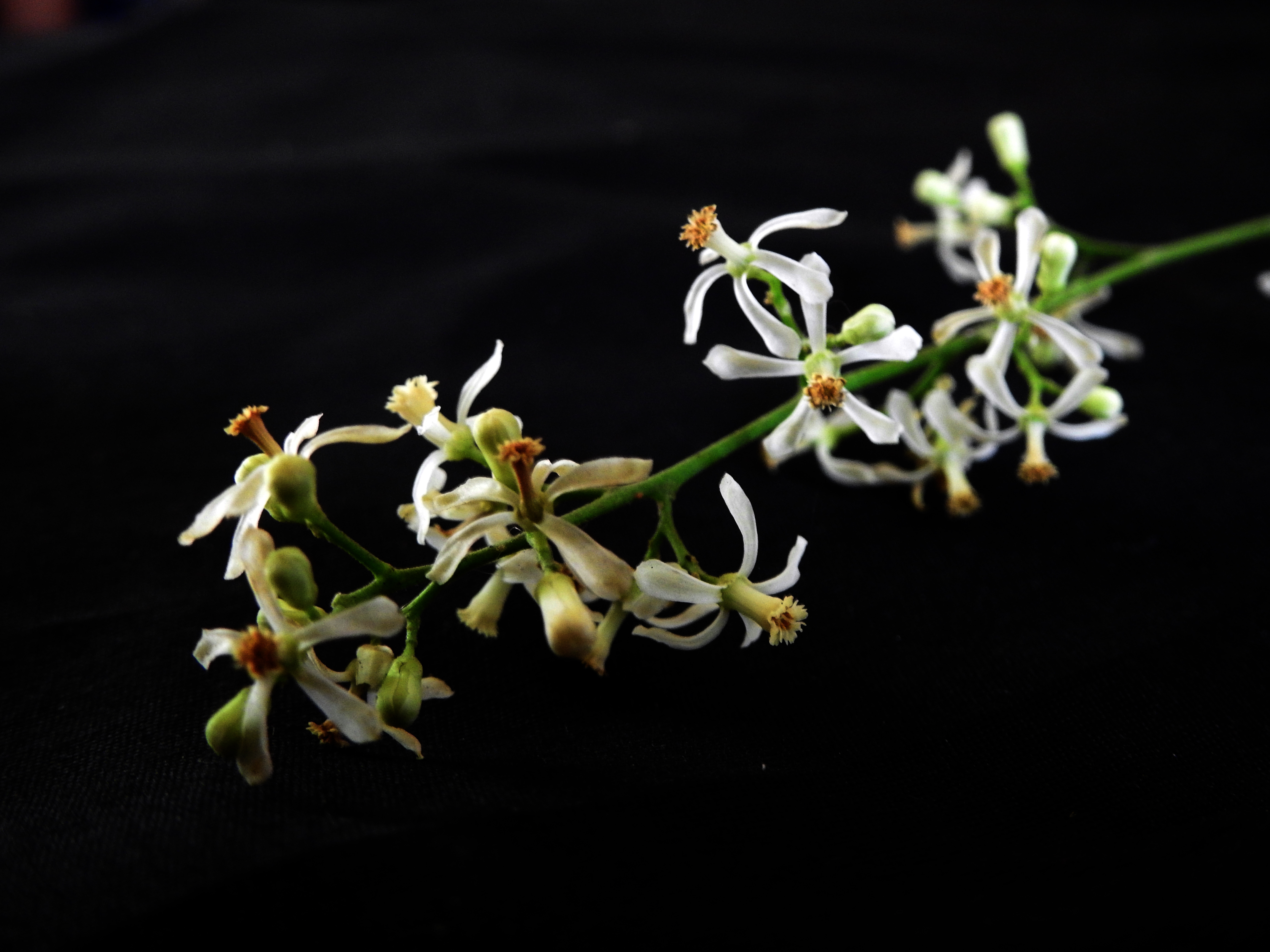
De neem (Azadirachta indica) is de bron van verschillende insectenwerende verbindingen, en werd in 1985 door Amerikaanse importeurs gepatenteerd. Het patent werd later ingetrokken wegens biopiraterij.

Biopiraterij is de praktijk genetisch materiaal (DNA), zoals dat van planten, uit ontwikkelingslanden te halen en te bewerken tot raswaardig materiaal. Vervolgens wordt daarop patent of kwekersrecht aangevraagd. Al lange tijd wordt kritiek geleverd op het feit dat bedrijven patent op erfelijk materiaal kunnen aanvragen. Boeren in ontwikkelingslanden, die deze rassen willen gaan telen, moeten van deze rassen duur zaaizaad aankopen.
Volgens het Biodiversiteitsverdrag van Rio de Janeiro uit 1992, dat getekend is door 187 landen, mag zonder toestemming van het betreffende land geen erfelijk materiaal uitgevoerd worden.

## Bioprospectie
Biopiraterij is sterk gerelateerd aan het proces bioprospectie, waarbij biologische stoffen onderzocht worden naar hun voedingswaarden en medicinale werkingen, om deze vervolgens te gebruiken voor het ontwikkelen van producten, die farmaceutische bedrijven weer op te markt brengen. Wanneer de belangen van inheemse bevolkingen gepasseerd worden, in het bijzonder wat betreft de “controle over genetische bronnen en winstdeling”, wordt dit ervaren als een vorm van stelen en heet bioprospectie ook wel biopiraterij.

### Farmaceutische industrie
De farmaceutische industrie verdient veel geld aan medicinale middelen die gebaseerd zijn op planten. Gebieden met een grote biodiversiteit, bijvoorbeeld Zuidoost-Mexico, zijn een aantrekkelijke bron voor het ontdekken van nieuwe producten voor de medicijnenmarkt. Personen van de inheemse bevolkingen zelf zijn bij uitstek geschikt om te assisteren in de fase van bioprospectie. Hierbij wordt dus niet alleen de plant, maar ook de kennis voor het vervaardigen van een product dat miljoenen op kan brengen gebruikt. In de praktijk krijgen de inheemse medewerkers gewoonlijk een individuele kostenvergoeding voor hun werkzaamheden, maar verdient de inheemse bevolking hier niets aan en hebben zij geen zeggenschap over het gebruik van een dergelijk product.

### Belangen bevolking
De wensen en behoeftes van inheemse volkeren worden in het proces van biopiraterij gepasseerd. In veel gevallen hebben de planten en dieren in hun omgeving waarde en betekenis voor lokale bewoners, waardoor zij het bezit van biologische processen ongepast vinden. Soms heeft de levensvorm zelfs een heilige status in de cultuur. Er zijn op cultureel niveau verschillen tussen de inheemse collectieve manieren van bezitten en werken en het kapitalistische systeem: ieder heeft zijn verantwoordelijkheid ten opzichte van de gemeenschap en er is dus ook sprake van gezamenlijk bezit. Wanneer individuele gidsen betaald worden gaat dit in tegen de normen en gewoontes van deze traditionele levenswijze.
Dat kennis en planten uit het gebied waar inheemse volkeren leven gebruikt worden in de rest van de wereld is buiten hun controle. Zij profiteren niet of nauwelijks van de winst, die de producten die hierop gebaseerd zijn opleveren. In een aantal gevallen leidt dit tot grote protesten en beschuldigingen.

## Projecten afgezegd wegens biopiraterij
- Het patent op het Indiase geneesmiddel ‘turmeric’ (Curcuma longa) aan de University of Mississippi Medical Center is afgewezen omdat oude documenten het traditionele gebruik ervan hebben aangetoond[5].
- Het patent op de Aziatische boom Azadirachta indica (Neem) aan de Amerikaanse firma Grace werd ingetrokken, omdat er geen vernieuwende stap was genomen in het maken van het geneesmiddel dat erop gebaseerd was[5].
- Er was geen patent te verkrijgen op Ayahuasca[5].
- Het project Internationale Coöperatieve Biodiversiteit Groepen, waarbij de Mexicaanse ECOSUR samenwerkte met de Amerikaanse federale overheid, onder andere via diens National Institutes of Health, voerde bioprospectieonderzoek uit in Mexicaans gebied met een grote biodiversiteit en onderzocht duizenden planten waarvan de helende werking al eeuwen bekend was bij de Mayabevolking. Het project werd na protesten van onder andere de Raad van Inheemse Traditionele Vroedvrouwen en Genezers van de Mexiacaanse staat Chiapas afgeblazen[6].

## Biopiraterij en wetgeving

### Internationaal
- TRIPS (Trade-Related International Property Rights 1994). Deze wetgeving stelt dat planten, dieren en de biologische processen die essentieel zijn voor de productie ervan, niet in aanmerking komen voor patent. De Wereldhandelsorganisatie moet wel patent toestaan op micro-organismes, niet-biologische – en microbiologische processen[7].
- CBD (Convention on Biological Diversity). Artikel 8j van deze conventie stelt dat de kennis en praktijken van lokale gemeenschappen gerespecteerd en behouden moeten worden. Hiernaast accepteert het soevereine rechten van de staat: zij moet bepalen hoe genetische bronnen toegankelijk zijn[8].
- ILO (International Labour Organisation). Conventie 169 stelt dat inheemse cultuurgroepen het recht hebben op de controle over hun eigen cultuur, dat wil zeggen de aspecten en kenmerken die tot hun gewoontes en kennis behoren, binnen de grenzen van de staat waarin zij wonen. Dit is de enige bindende internationale wet die naar inheemse volkeren verwijst. Ze geldt alleen voor de 14 staten die de wet getekend hebben[9].
- International Treaty on Plant Genetic Resources and Agriculture, 2001. Dit verdrag zegt dat wanneer biologische producten gebruikt worden, de mensen die in het oorsprongsgebied wonen een eerlijk deel van de winst moeten krijgen[10].

### Nationaal/continentaal
- In Mexico zijn alle culturele tradities beschermd, omdat zij staatsbezit zijn[11].
- In de Europese patentwetgeving is menselijk interventie een vereiste wanneer men in aanmerking wil komen een patent te verkrijgen[12].
- In de patentwetgeving van de Verenigde Staten wordt een product, wanneer het publiekelijk gebruikt wordt, als nieuw en correct voor patentaanvraag beschouwd zolang er geen buitenlandse documenten over zijn. Deze wet, die verschilt van de Europese wetgeving, heeft veel van de problemen betreffende patent zaken veroorzaakt.